# Тоні Боревкович
Тоні Боревкович (хорв. Toni Borevković, нар. 18 червня 1997, Славонський Брод, Хорватія) — хорватський футболіст, центральний захисник португальського клубу «Віторія» (Гімарайнш).

## Ігрова кар'єра

### Клубна
Тоні Боревкович у 2012 році приєднався до молодіжної команди загребського «Динамо». У 2016 році він був внесений у заявку першої команди але не маючи змоги пробитися до основи, футболіста для набору ігрової практики було відправлено в оренду до клубу Другого дивізіону «Рудеш». Вигравши разом з клубом турнирі Другого дивізіону. Орендний договір завершився у 2017 році, після чого клуб викупив контракт захисника. 16 липня 2017 року Боревкович дебютував у вищому дивізіоні чемпіонату країни.
Влітку 2018 року Боревкович перебрався до Португалії, де підписав п'ятирічний контракт з клубом «Ріу Аве», з яким дебютував у єврокубках, коли 26 липня 2018 року вийшов на поле з перших хвилин у матчі кваліфікації Ліги Європи проти польської «Ягеллонії».
У липні 2021 року футболіст перейшов до клубу «Віторія» (Гімарайнш), з яким підписав контракт на п'ять років. Сезон 2022/23 Боревкович провів у чемпіонаті Хорватії, де на правах оренди грав у клубі «Хайдук».

### Збірна
4 вересня 2017 року Тоні Боревкович провів першу гру в складі молодіжної збірної Хорватії.